# محمد الفريدي
محمد ضاوي الفريدي الحربي (5 يناير 1999 - ) لاعب كرة قدم سعودي يلعب في نادي النجمة.